# Dariusz Rychter
Dariusz Rychter (ur. 9 sierpnia 1968) – polski lekkoatleta, sprinter. 

## Życiorys
Był zawodnikiem klubów Górnik Wałbrzych i Gryf Słupsk.
Pierwszym ważnym osiągnięciem tego lekkoatlety był udział w Małym Memoriale Janusza Kusocińskiego w 1983 roku w Lublinie. Wygrał tam wtedy bieg na 300m wynikiem 36,65. Od tego czasu specjalizował się w biegu na 400 metrów. Startował na mistrzostwach świata juniorów w 1986 w Atenach, gdzie odpadł w eliminacjach biegu na 400 m, a w sztafecie 4 × 400 metrów zajął 6. miejsce (sztafeta biegła w składzie: Tomasz Jędrusik, Marek Szymkowicz, Rychter i Krzysztof Sidowski). W tym samym roku wziął udział w Młodzieżowych Zawodach Przyjaźni w Neubrandenburgu. Tam zajął 6. miejsce w biegu sztafetowym na dystansie 4 x 400 metrów (sztafeta w składzie: Lach - Woliński – Stybor - Rychter). Podczas mistrzostw Europy juniorów w 1987 w Birmingham zdobył wraz z kolegami srebrny medal w sztafecie 4 × 400 m (w składzie: Mariusz Rządziński, Wojciech Lach, Rychter i Tomasz Jędrusik), a w biegu na 400 m odpadł w eliminacjach. W listopadzie 1987 otrzymał Medal za Wybitne Osiągnięcia Sportowe.
Startował w sztafecie 4 × 400 metrów w finale B Pucharu Europy w Lekkoatletyce 1991 w Barcelonie; zajął 4. miejsce wynikiem 3:07,21 (sztafeta biegła w składzie: Paweł Woźniak, Rychter, Piotr Piekarski, Paweł Olszański).
W listopadzie 2022 zostało mu nadane odznaczenie Odznaka „Honorowy Dawca Krwi – Zasłużony dla Zdrowia Narodu”
Jego ojciec Stanisław Rychter także uprawiał lekkoatletykę, specjalizując się w biegu na 400 metrów.
. Jego żoną została lekkoatletka Ewa Prusak.

## Osiągnięcia
- Mistrzostwa Polski seniorów w lekkoatletyce
  - Grudziądz 1988 – brązowy medal w biegu na 4 × 400 m
  - Kraków 1989 – brązowy medal w biegu na 400 m
  - Kielce 1991 – srebrny medal w biegu na 400 m
  - Warszawa 1992 – srebrny medal w biegu na 400 m
- Halowe mistrzostwa Polski seniorów w lekkoatletyce
  - Zabrze 1988 – brązowy medal w biegu na 400 m
  - Zabrze 1989 – srebrny medal w biegu na 400 m
  - Spała 1990 – brązowy medal w biegu na 400 m
  - Spała 1991 – srebrny medal w biegu na 400 m
- Mistrzostwa Polski młodzieżowców w lekkoatletyce
  - Zielona Góra 1988 – brązowy medal w biegu na 400 m[11]
  - Bydgoszcz 1989 – złoty medal w biegu na 400 m[12]
- Mistrzostwa Polski juniorów w lekkoatletyce
  - Rzeszów 1985 – srebrny medal w biegu na 400 m przez płotki[13]
  - Spała 1986 – srebrny medal w biegu na 400 m przez płotki[14]
  - Bielsko-Biała 1987 – złoty medal w biegu na 400 m przez płotki[15]
- Halowe Mistrzostwa Polski juniorów w lekkoatletyce
  - Zabrze 1985 – srebrny medal w biegu na 300 m[16]
  - Zabrze 1986 – srebrny medal w biegu na 400 m[17]
  - Zabrze 1987 – złoty medal w biegu na 400 m[18]

Rekordy życiowe Rychtera:
- bieg na 100 metrów – 10,63 (23 czerwca 1989, Wrocław)[21]
- bieg na 200 metrów – 21,33 (11 lipca 1988, Wrocław)[22]
- bieg na 400 metrów – 47,03 (19 sierpnia 1989, Bydgoszcz)[23]
- bieg na 400 metrów przez płotki – 52,34 (25 lipca 1987, Bielsko-Biała)[24]